# مونیکا بیا
مونیکا بیّا (اسپانیایی: Mónica Villa‎؛ ‏ ۱۶ دسامبر ۱۹۵۴) بازیگرِ مجری، مربی و پژوهشگر اهل آرژانتین است.
از فیلم‌ها یا برنامه‌های تلویزیونی که وی در آن نقش داشته‌است، می‌توان به دختر مقدس و قصه‌های وحشی اشاره کرد.